# Württemberg

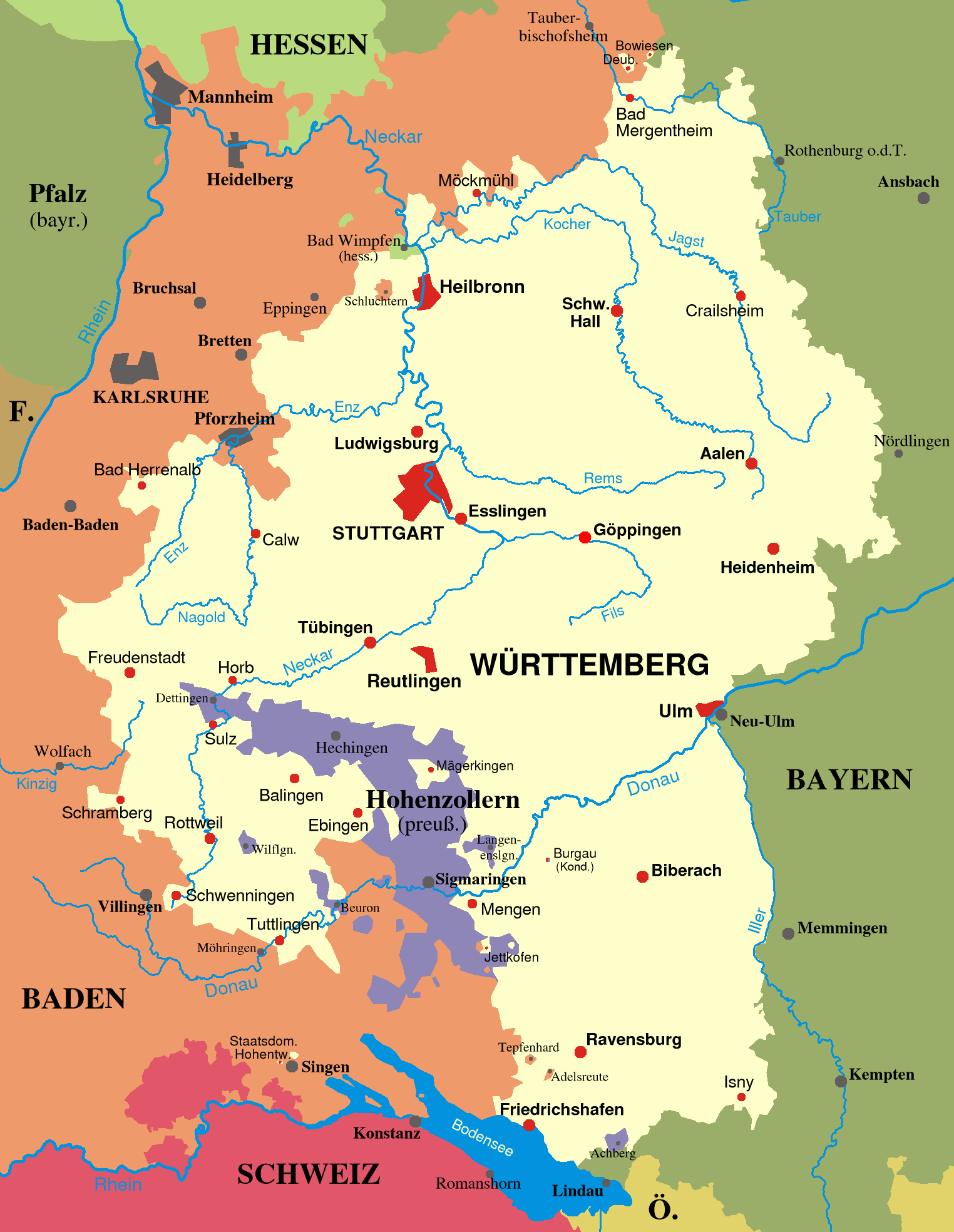
Württemberg 1810–1945

Wappen Württembergs

Württemberg ist der östliche Landesteil von Baden-Württemberg und war ein seit dem Hochmittelalter bestehender Teilstaat des Heiligen Römischen Reichs deutscher Nation, des Rheinbundes, des Deutschen Bundes und des Deutschen Reiches. Sein Territorium ging 1952 im neu gebildeten Bundesland Baden-Württemberg auf. Haupt- und Residenzstadt war Stuttgart. Das Land bildete sich im 11. Jahrhundert aus dem Herrschaftsgebiet des Hauses Württemberg am mittleren Neckar heraus. Neben diesem Kerngebiet gehörten bis 1793 linksrheinische Gebiete im Elsass und um Montbéliard (Württemberg-Mömpelgard) zu Württemberg.
Seit dem 12. Jahrhundert zunächst eine Grafschaft, wurde das Land 1495 zum Herzogtum mit den zeitweiligen Residenzen Stuttgart und Ludwigsburg, 1803 zum Kurfürstentum und 1806 zum Königreich erhoben. Als solches war Württemberg vom Ende des Heiligen Römischen Reiches im Jahr 1806 bis zur deutschen Reichsgründung 1871 ein souveräner Staat. Als Gliedstaat des Deutschen Reiches wahrte Württemberg, ähnlich wie Bayern, Sonderrechte im Eisenbahn- und Postwesen, die am 30. März 1920 aufgrund von Bestimmungen der Weimarer Verfassung endeten. Die Novemberrevolution von 1918 hatte zum Sturz der Monarchie und zur Ausrufung des „freien Volksstaats Württemberg“ geführt.
Von 1945 bis 1952 war Württemberg durch die alliierten Besatzungsmächte aufgeteilt auf einerseits das Land Württemberg-Hohenzollern, zusammen mit den Hohenzollernschen Landen, mit der Hauptstadt Tübingen (in der Französischen Besatzungszone) und andererseits Württemberg-Baden, zusammen mit dem Nordteil Badens, mit der Hauptstadt Stuttgart (in der Amerikanischen Besatzungszone). Nach der Gründung der Bundesrepublik Deutschland wurden die historischen Länder Baden und Württemberg mit den Hohenzollernschen Landen im neuen Land Baden-Württemberg vereint.
Die Begriffe Schwaben und Württemberg werden umgangssprachlich oft synonym verwendet. Geographisch gehört jedoch ein erheblicher Teil Württembergs nicht zu Schwaben und ein großer Teil Schwabens nicht zu Württemberg.

## Namensgebung

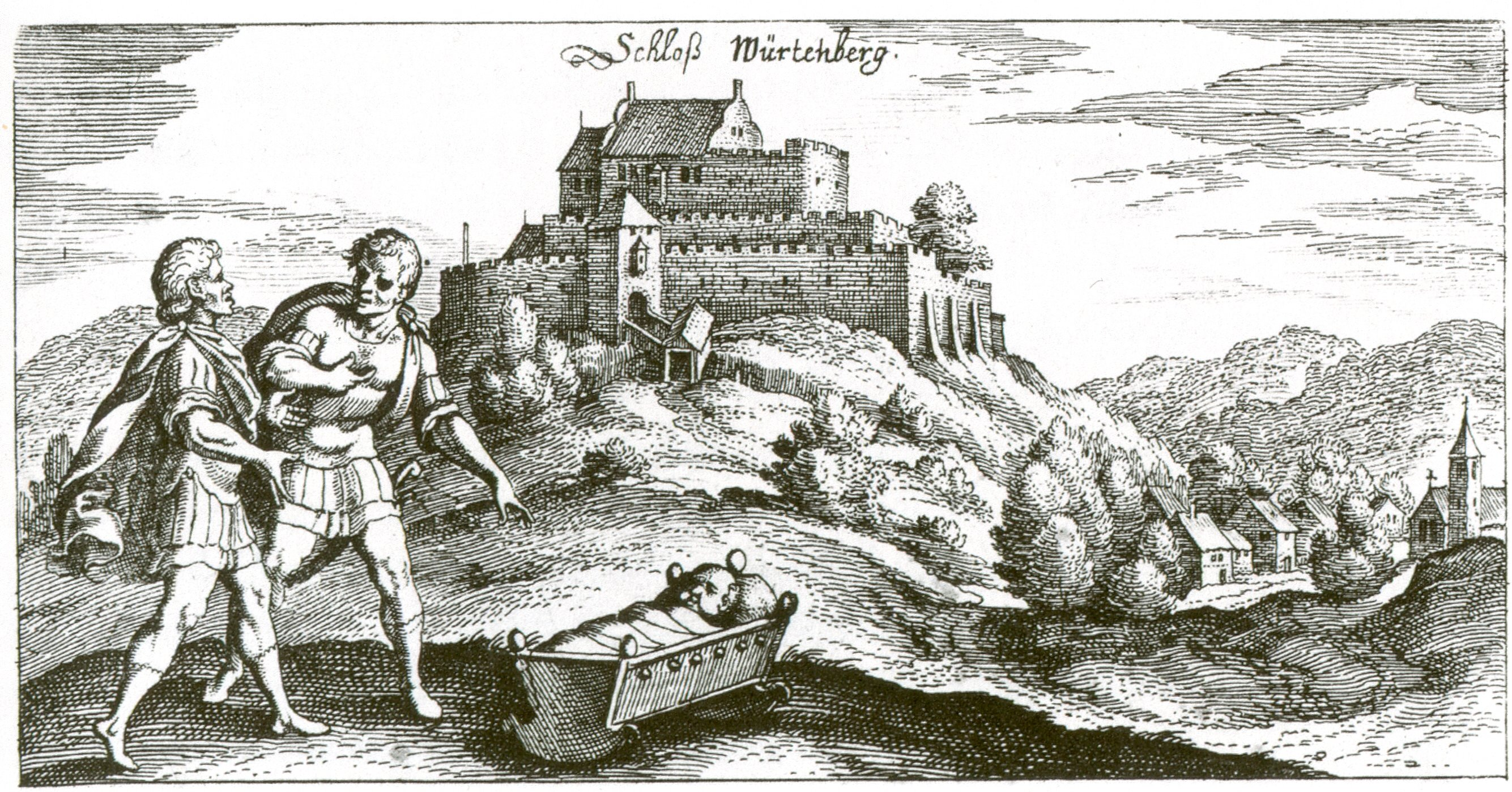
Burg Wirtemberg als Wiege des Hauses Württemberg um 1624; Kupferstich von Eberhard Kieser

Der Name „Württemberg“, älter „Wirtenberg“, leitet sich vom Berg Württemberg in Stuttgart-Rotenberg (Stadtbezirk Untertürkheim) ab. Dessen Name wiederum ist wahrscheinlich keltischen Ursprungs. Er könnte sich wie der Name der französischen Stadt Verdun vom gallischen Wort *Wirodūnon (*wiros ‚Mann‘ und *dūnon ‚Festung, Hochburg; Festungswall; Hügel‘), latinisiert Virodūnum, ableiten. Im frühen Mittelalter hieß Verdun auf Deutsch Wirten/Virten, und das Element -dūnum ist in vielen römischen Städtenamen zu erkennen, z. B. Kempten (gallo-lateinisch Cambodūnum).
Auf dem Württemberg stand bis 1819 die ehemalige Stammburg Wirtemberg aus dem 11. Jahrhundert, an deren Stelle 1824 eine Grabkapelle für Königin Katharina von Württemberg errichtet wurde.
Bis Mitte des 14. Jahrhunderts findet sich in Urkunden ausschließlich die Form Wirtenberg. Die Veränderung des Namens zu einer Form mit ‹m› wie Wirtemberg beruht auf der Assimilation der Konsonantengruppe /nb/ zu /mb/. Laut Harald Schukraft geht die Schreibweise mit ‹m› hingegen auf die Verbindung Württembergs mit dem französischsprachigen Mömpelgard (Montbéliard) zurück. Im Französischen kann bis heute vor einem ‹b› nur ein ‹m› stehen.
Die Schreibweise Württemberg wurde mit der Erhebung zum Königreich Württemberg durch Napoleon I. zur offiziellen Landesbezeichnung.

## Geschichte
Das Haus Württemberg trat erstmals in der zweiten Hälfte des 11. Jahrhunderts auf. Erster urkundlich benannter Vertreter ist 1081 Konrad I., der vermutlich auch der Erbauer der Stammburg war.
Die nachfolgende Tabelle gibt einen Überblick zur historischen Entwicklung:
| Form                                                                              | Zeitraum                        | Erläuterung | Erläuterung |
| --------------------------------------------------------------------------------- | ------------------------------- | --- | --- |
| Territorium des Heiligen Römischen Reichs                                         | ab dem 12. Jahrhundert bis 1495 | Grafschaft Württemberg 1442 bis 1482 geteilt in Stuttgarter Linie und Uracher Linie                                     | Grafschaft Württemberg 1442 bis 1482 geteilt in Stuttgarter Linie und Uracher Linie                                     |
| Territorium des Heiligen Römischen Reichs                                         | 1495 bis 1803                   | Herzogtum Württemberg                                                                                                   | Herzogtum Württemberg                                                                                                   |
| Territorium des Heiligen Römischen Reichs                                         | 1803 bis 1806                   | Kurfürstentum Württemberg                                                                                               | Kurfürstentum Württemberg                                                                                               |
| Deutsches Land, bis 1871 souveräner Staat, danach Gliedstaat des Deutschen Reichs | 1806 bis 1918                   | Königreich Württemberg                                                                                                  | Königreich Württemberg                                                                                                  |
| Deutsches Land, bis 1871 souveräner Staat, danach Gliedstaat des Deutschen Reichs | 1918 bis 1933                   | Volksstaat Württemberg                                                                                                  | Volksstaat Württemberg                                                                                                  |
| Deutsches Land, bis 1871 souveräner Staat, danach Gliedstaat des Deutschen Reichs | 1933 bis 1945                   | gleichgeschaltete Verwaltungseinheit (Land) des Deutschen Reiches, (siehe Württemberg zur Zeit des Nationalsozialismus) | gleichgeschaltete Verwaltungseinheit (Land) des Deutschen Reiches, (siehe Württemberg zur Zeit des Nationalsozialismus) |
| Nach 1945 als Land in der bis dahin geltenden Form erloschen                      | 1945 bis 1952                   | Teil des Landes Württemberg-Hohenzollern (F)                                                                            | Teil des Landes Württemberg-Baden (USA)                                                                                 |
| Nach 1945 als Land in der bis dahin geltenden Form erloschen                      | seit 1952                       | Teil des Landes Baden-Württemberg                                                                                       | Teil des Landes Baden-Württemberg                                                                                       |

### Grafschaft bis 1495
Im 12. Jahrhundert erlangten die Württemberger das Grafenamt. Mit dem Ende der Stauferherrschaft in Schwaben um 1250 waren die Voraussetzungen für die territoriale Erweiterung der nunmehrigen Grafschaft Württemberg geschaffen. Durch die Heirat des Grafen Ulrich I. mit Mechthild von Baden im Jahr 1251 kam die spätere Hauptstadt Stuttgart zu Württemberg. Weitere Vergrößerungen der Herrschaft wurden unter Graf Ulrich III. (1325–1344) erreicht. In der für Württemberg siegreichen Schlacht bei Döffingen konnte Graf Eberhard II. am 23. August 1388 die Macht des Schwäbischen Städtebunds brechen. Herausragend während der Herrschaft des Grafen Eberhard III. (1392–1417) war die Erwerbung der Grafschaft Mömpelgard durch das Eheversprechen für den späteren Grafen Eberhard IV. mit Henriette von Mömpelgard am 13. November 1397.
Am 25. Januar 1442 wurde der Nürtinger Vertrag zwischen Ludwig I. und seinem Bruder Ulrich V. geschlossen. Dieser spaltete Württemberg in zwei Teile. Der Stuttgarter Teil unter Ulrich V. umfasste die Städte Cannstatt, Göppingen, Marbach, Neuffen, Nürtingen, Schorndorf und Waiblingen; zum Uracher Teil unter Ludwig I. gehörten die Städte Balingen, Calw, Herrenberg, Münsingen, Tuttlingen und Tübingen. Mömpelgard wurde nach dem Tod der Mutter der beiden Grafen, Henriette von Mömpelgard, 1444 zunächst dem Uracher Landesteil zugeschlagen.
In seinem Uracher Landesteil gründete Herzog Eberhard im Bart 1477 die Universität Tübingen, die sich rasch als das geistige Zentrum des Landes etablierte.
Mit dem Münsinger Vertrag vom 14. Dezember 1482 und dem Esslinger Vertrag vom 2. September 1492 gelang es dem Grafen von Württemberg-Urach und späteren Herzog Eberhard im Bart, die Teilung Württembergs wieder aufzuheben. Der kinderlose Eberhard wurde alleiniger Herrscher des wiedervereinigten Lands. Die Nachfolge wurde auf den amtierenden Grafen von Württemberg-Stuttgart Eberhard VI. festgelegt, der das Land aber gemeinsam mit einem Zwölferausschuss aus der sogenannten Ehrbarkeit, den Vertretern der adeligen und nicht-adeligen Stände im Land, regieren sollte.
Näheres zum Stammbaum sowie der Herrscherfolge der Württemberger siehe unter
- Stammliste des Hauses Württemberg
- Liste der Herrscher von Württemberg

### Herzogtum von 1495 bis 1805

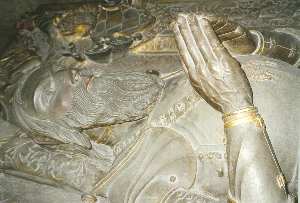
Grab Herzog Eberhards im Bart in der Tübinger Stiftskirche

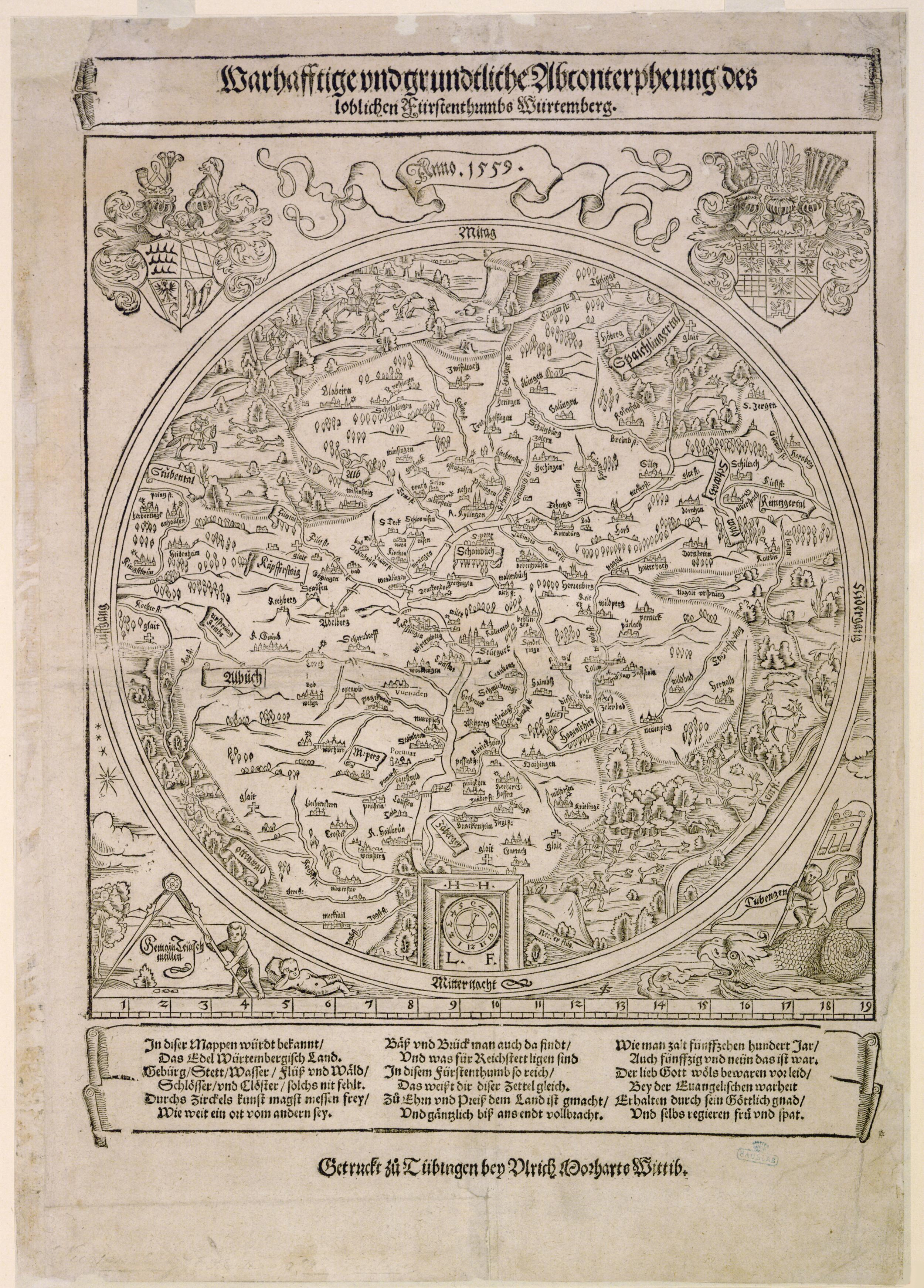
Karte von Württemberg, 1559

#### Zeitalter der konfessionellen Spannungen bis 1648
Am 21. Juli 1495 wurde Württemberg auf dem Reichstag zu Worms vom römisch-deutschen König Maximilian I. zum Herzogtum erhoben. Der habsburgische Kaiser war aber nicht bereit, die Option auf das historische Stammesherzogtum Schwaben für sein eigenes Haus dadurch preiszugeben, dass er den traditionsreichen Titel eines Herzogs von Schwaben an Eberhard im Bart verliehen hätte. So entstand anstelle dessen das (kleinere) Herzogtum Württemberg.
Noch im selben Jahr gab Eberhard im Bart dem Herzogtum seine erste Landesordnung. Nach seinem Tod 1496 führte die Ehrbarkeit mit den württembergischen Landständen einen Putsch gegen den Nachfolger durch, der 1498 zur Absetzung Eberhards II. führte. Ab 1498 begann die Regierung durch Herzog Ulrich, die jedoch bis 1503 unter der Vormundschaft der Stände stand. Die erste Hälfte des 16. Jahrhunderts war von Krisen und militärischen Auseinandersetzungen gekennzeichnet, die erst unter Herzog Christoph ihren Abschluss fanden. Nach Steuererhöhungen kam es 1514 zu Aufständen der Bauern („Armer Konrad“), die Ulrich blutig niederschlug. Noch im selben Jahr wurde der Tübinger Vertrag geschlossen, der als wichtigstes württembergisches Verfassungsdokument gilt und bis 1806 Gültigkeit behalten sollte.
Nachdem Herzog Ulrich 1519 die Reichsstadt Reutlingen überfallen hatte, wurde er von den Truppen des Schwäbischen Bundes unter Anführung seines bayrischen Schwagers Herzog Wilhelm IV. aus Württemberg vertrieben. Das Land wurde von Kaiser Karl V. unter Statthalterschaft der Habsburger gestellt, so dass Erzherzog Ferdinand von Österreich, der spätere römisch-deutsche König, zunächst einmal auch Württembergs Landesherr wurde. Erst 1534 gelang es Ulrich mit Hilfe des hessischen Landgrafen Philipp I., der gegen den österreichischen Statthalter Philipp von Pfalz-Neuburg zu Felde zog und in der Schlacht bei Lauffen siegreich war, sein Land zurückzuerobern. Dennoch blieb Ulrich nach dem Vertrag von Kaaden den Habsburgern gegenüber abhängig. Nach seiner Rückkehr aus dem Exil führte Ulrich ab 1534 die Reformation in Württemberg ein. Hierbei standen ihm die Reformatoren Ambrosius Blarer, Johannes Brenz und Erhard Schnepf zur Seite. Anfänglich war die württembergische Reformation der Versuch einer Vermittlung zwischen der zwinglianischen und der lutherischen Ausrichtung. Mit der Entlassung Blarers 1538 war jedoch der Weg frei für eine rein lutherisch geprägte Fürstenreformation, die mit der Säkularisation von Kirchengut einherging.
Herzog Christoph setzte den Aufbau der staatlichen Strukturen konsequent fort, die bereits unter Eberhard I. begonnen wurde. Sehr viele Regelwerke und Gesetze wurden unter seiner Regentschaft erarbeitet. Herausragend sind dabei die Große Kirchenordnung von 1559, die alle bisherigen staatlichen und kirchlichen Regelungen kodifizierte und erweiterte. Nachdem Christophs Sohn Herzog Ludwig 1593 kinderlos verstorben war, ging die Herrschaft auf Friedrich I. aus der Linie Mömpelgard über. Seine Politik war darauf ausgerichtet, die Privilegien der Ehrbarkeit zurückzuführen und den Adel zu stärken. Dies und seine merkantilistische Wirtschaftspolitik weisen Friedrich klar als Vertreter des frühen Absolutismus aus. Unter seinem Baumeister Heinrich Schickhardt entstanden viele Bauwerke im Stil der Renaissance.

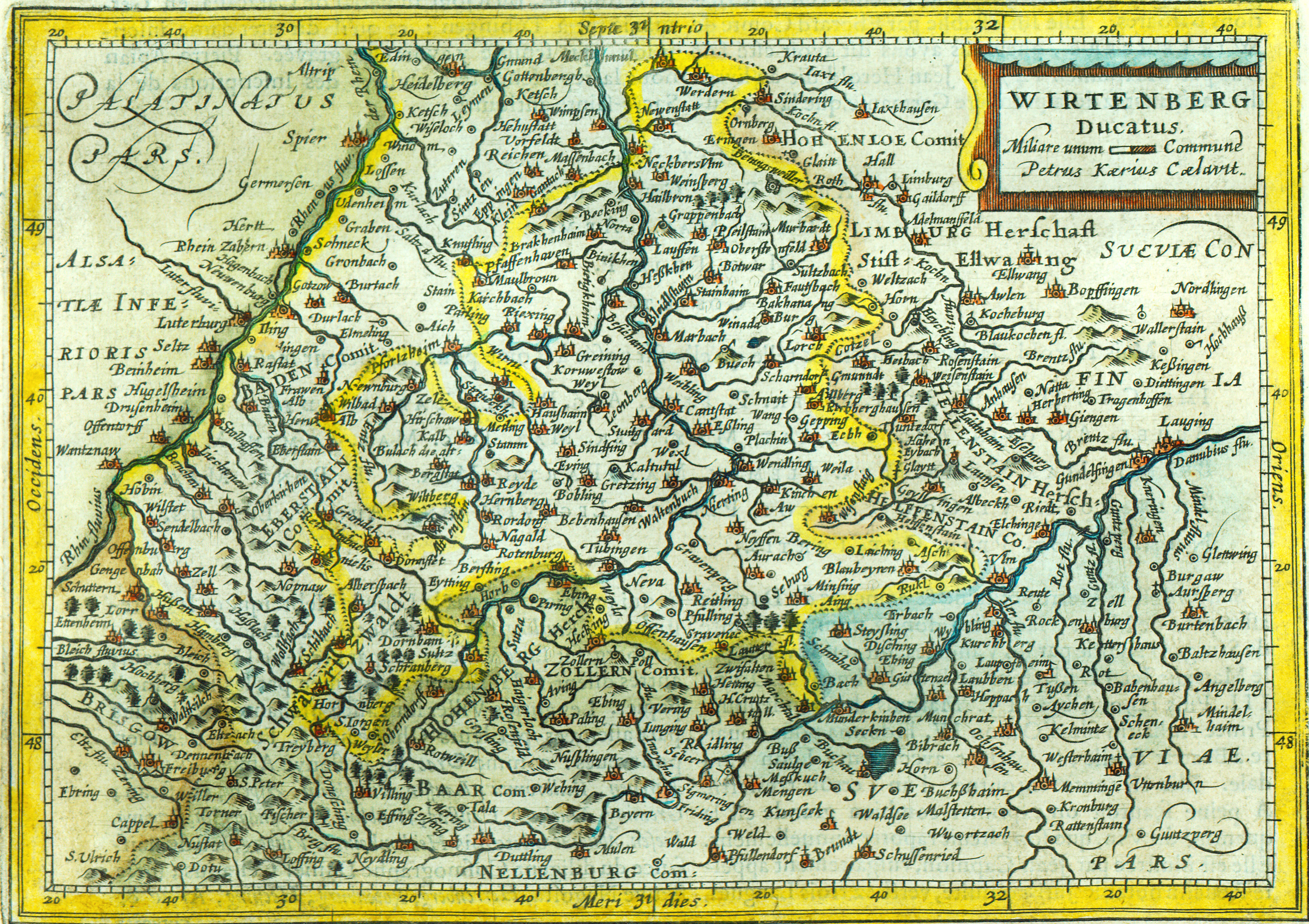
Der Grenzverlauf Württembergs am Anfang des Dreißigjährigen Krieges auf einer Karte des Amsterdamer Kartographen Pieter van den Keere

Im Dreißigjährigen Krieg 1618 bis 1648 war Württemberg eine der vom Krieg meistbetroffenen Regionen überhaupt (siehe auch Seekrieg auf dem Bodensee 1632–1648). Ab 1628 stand das Land mehr oder weniger dauerhaft unter der Kontrolle fremder Truppen. Durch das Restitutionsedikt Kaiser Ferdinands II. verlor Württemberg etwa ein Drittel seines Territoriums. Nach der Schlacht bei Nördlingen 1634, bei der das württembergische Heer auf der Seite der unterlegenen Schweden gekämpft hatte, kam es zu Plünderungen und Brandschatzungen im Land. Herzog Eberhard III. floh ins Exil nach Straßburg. In der Folgezeit wurde das Land durch Armut, Hunger und die Pestepidemie im Jahr 1637 erheblich entvölkert. Während Württemberg vor dem Krieg, im Jahr 1618, etwa 350.000 Einwohner hatte, verminderte sich ihre Zahl bis zum Jahr 1648 infolge von Kriegshandlungen, Pest und Landflucht auf etwa 120.000.

#### Zeitalter des Absolutismus
Mit dem Westfälischen Frieden 1648, bei dem der württembergische Gesandte Johann Konrad Varnbüler die territoriale Wiederherstellung des Landes in seinen alten Grenzen aushandelte, begann der Wiederaufbau und die Wiederherstellung der wirtschaftlichen und administrativen Strukturen des Landes. Diese richteten sich zwar stark an den Gegebenheiten der Vorkriegszeit aus, stärkten aber erneut die Stellung der Ehrbarkeit. Ende des 17. Jahrhunderts wurde Württemberg in die kriegerischen Auseinandersetzungen des Deutschen Reiches mit Frankreich, den Pfälzer Erbfolgekrieg, den fünften Österreichischen Türkenkrieg und den Spanischen Erbfolgekrieg hineingezogen. Im Westen des Landes kam es dabei zu größeren Verwüstungen durch die marodierenden Truppen des französischen Generals Ezéchiel de Mélac (zum Beispiel 1692 bei der Zerstörung des Schlosses und des Klosters Hirsau).
→ Hauptartikel für die Zeit von 1693 bis 1733: Eberhard Ludwig

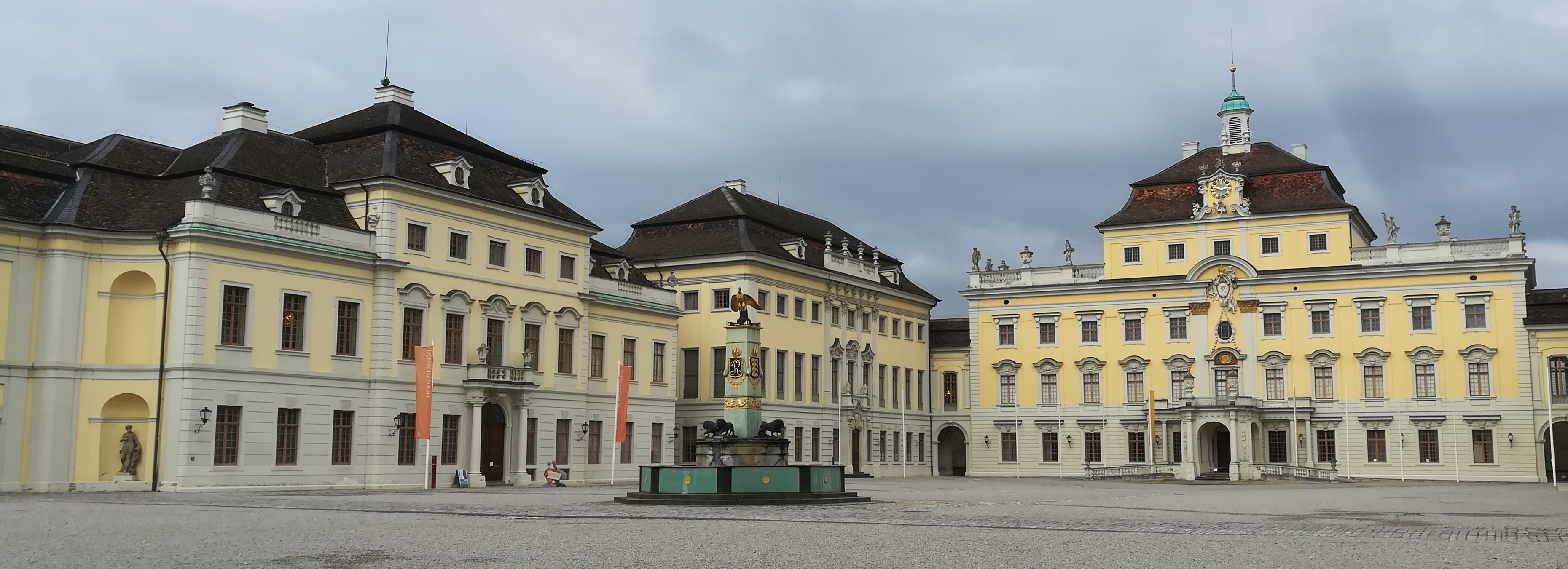
Schloss Ludwigsburg

Die Regentschaft Herzog Eberhard Ludwigs, dessen Vater nur neun Monate nach seiner Geburt starb, war ein starker Kontrast und zugleich Nährboden für den sich herausbildenden württembergischen Pietismus. Hierzu gehörte vor allem der prunkvolle Bau des Schlosses Ludwigsburg ab 1704, wo sich Eberhard Ludwig mit seiner langjährigen und einflussreichen Mätresse Wilhelmine von Grävenitz niederließ, während seine Ehefrau weiterhin in Stuttgart blieb. Eine Provokation der herrschenden Kreise und Moralvorstellungen war die Verlegung der Hauptstadt 1724 in das damals satirisch häufig als „Lumpenburg“ bezeichnete Ludwigsburg. Die Ansiedlung von Vertriebenen erfolgte unter Beibehaltung der Ortsnamen der Herkunftsorte, Religion und Sprache auf zugewiesenem Ödland.  Nach der Aufnahme von Hugenotten und Waldensern werden verbesserte Textilmaschinen in Württemberg gebaut und betrieben.
Nachfolger Eberhard Ludwigs, dessen einziger Sohn und Enkel bereits vor ihm verstarben, war 1733 der zur katholischen Kirche konvertierte Karl Alexander aus der Seitenlinie Württemberg-Winnental. Karl Alexander, der bereits im Alter von zwölf Jahren in den kaiserlichen Militärdienst eintrat und dort bereits mit 33 Jahren zum Generalfeldmarschall ernannt wurde, hatte durch seine auch nach seinem Amtsantritt andauernden militärischen Engagements und seinen aufwändigen höfischen Stil einen sehr hohen Finanzbedarf und machte deshalb den Juden Joseph Süß Oppenheimer zu seinem Finanzberater mit weitgehenden Entscheidungsbefugnissen in der Wirtschafts- und Finanzpolitik des Landes. Nach dem unerwarteten Tod Karl Alexanders am 12. März 1737 wurde der als „Jud Süß“ diffamierte Oppenheimer noch am selben Tag festgenommen. Der darauffolgende Prozess gegen ihn, in dem sich der aufgestaute Neid und Hass der im evangelischen Glauben verwurzelten württembergischen Oberschicht gegen Oppenheimer und den katholischen Herzog entlud, endete mit seiner Hinrichtung am 4. Februar 1738 und hatte stark antisemitische Züge.

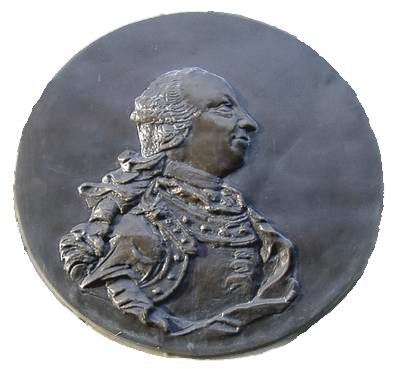
Herzog Carl Eugen

Beim Tode Karl Alexanders war sein Sohn und Nachfolger Herzog Carl Eugen gerade erst neun Jahre alt. Er wuchs in Brüssel auf und wurde von 1741 bis zu seinem eigentlichen Amtsantritt 1744 am Hof Friedrichs des Großen in Potsdam und Berlin erzogen. Von seinem Amtsantritt im Jahr 1744 bis um 1770 war Carl Eugen ein stark absolutistisch geprägter despotischer Herrscher, der keine freie Meinungsäußerung und Opposition duldete. Die tyrannische Art seiner Regierung in dieser Zeit wurde auch in den frühen Werken des 1759 in Marbach geborenen Friedrich Schiller reflektiert. Politisch schloss sich Carl Eugen im Siebenjährigen Krieg dem Habsburgischen Österreich gegen Preußen an. Die außenpolitische Niederlage bei Kriegsende 1763 und das damit verbundene innenpolitische Wiedererstarken der Ehrbarkeit sowie die durch seinen prunkvollen Regierungsstil zerrütteten Staatsfinanzen zwangen Carl Eugen zum Umdenken. Zu seinem 50. Geburtstag 1778 rief er selbst den Neubeginn und die Umkehr aus. Abrüstung des Heeres, außenpolitische Zurückhaltung und die Rückführung der Staatsausgaben einerseits sowie andererseits die Förderung des Bildungswesens und der Kultur waren die Eckpfeiler des zweiten Teils seiner Regierung bis zu seinem Tod 1793. Diese Wende schrieb das Volk seiner bis heute im Land noch verehrten in morganatischer Ehe mit ihm verheirateten zweiten Ehefrau Franziska von Hohenheim zu.
Nach seinem Tod regierten seine beiden Brüder Ludwig Eugen und Friedrich Eugen das Land jeweils für zwei Jahre, bevor die Regentschaft auf den späteren König Friedrich überging.

#### Napoleonische Kriege
Ende des 18. Jahrhunderts stand Württemberg vor großen territorialen Veränderungen. Im Pariser Vertrag vom 20. Mai 1802 wurden die 1793 vom revolutionären Frankreich annektierten linksrheinischen Besitzungen Mömpelgard und Reichenweier endgültig an Frankreich abgegeben. Gleichzeitig wurden aber Gebietserweiterungen zugesichert, die 1803 und 1806 nach dem Reichsdeputationshauptschluss und der darauf folgenden Mediatisierung und Säkularisation umgesetzt wurden. Zahlreiche kleine Herrschaften wurden aufgelöst, von denen viele dem neu gebildeten Staat als Neuwürttemberg einverleibt wurden. Herzog Friedrich regierte das zum Kurfürstentum erhobene und nun auch Altwürttemberg genannte Herzogtum Württemberg und den neuen Staat Neuwürttemberg in Personalunion.

### Königreich Württemberg von 1806 bis 1918

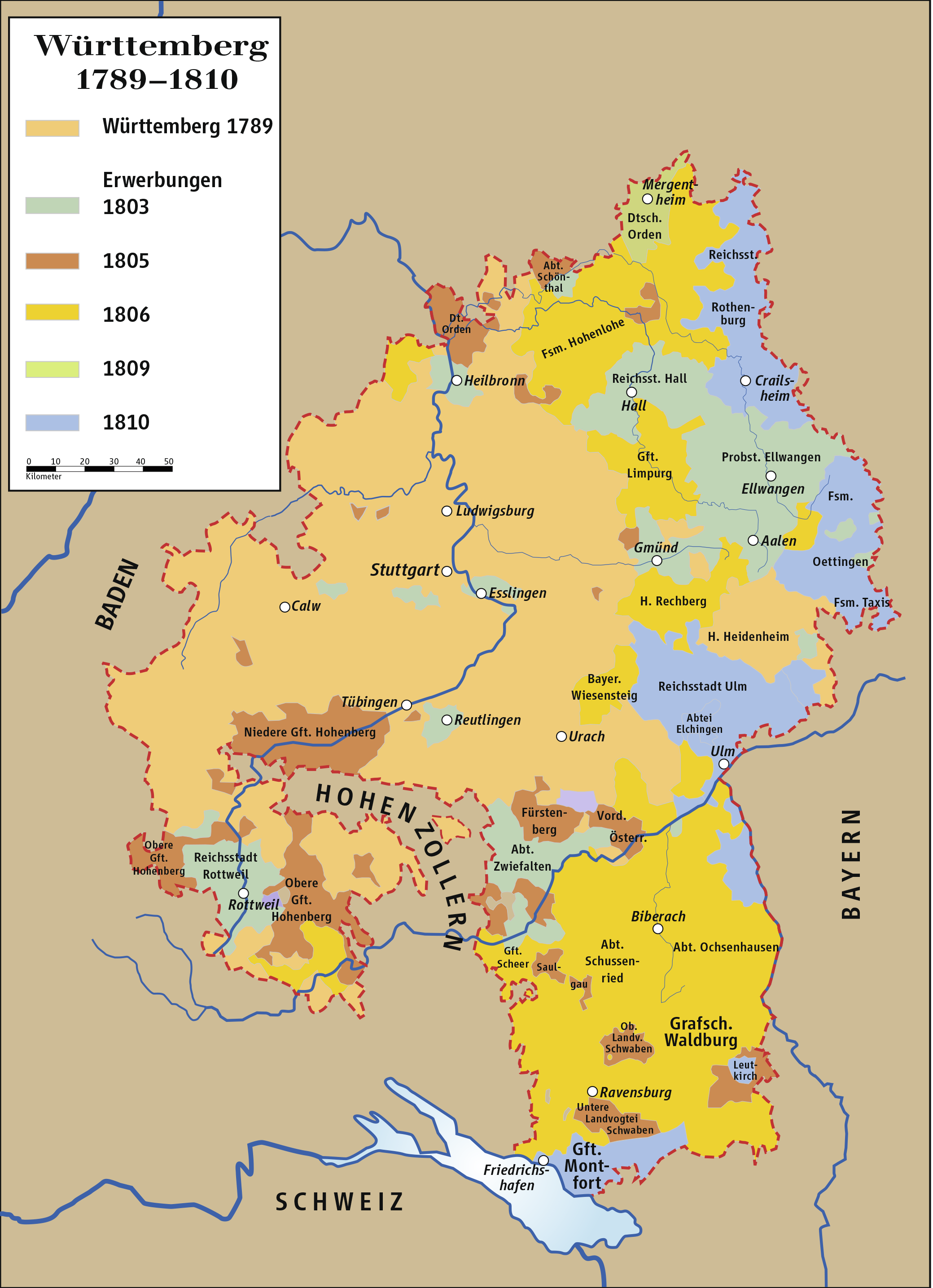
Entwicklung Württembergs 1789–1810

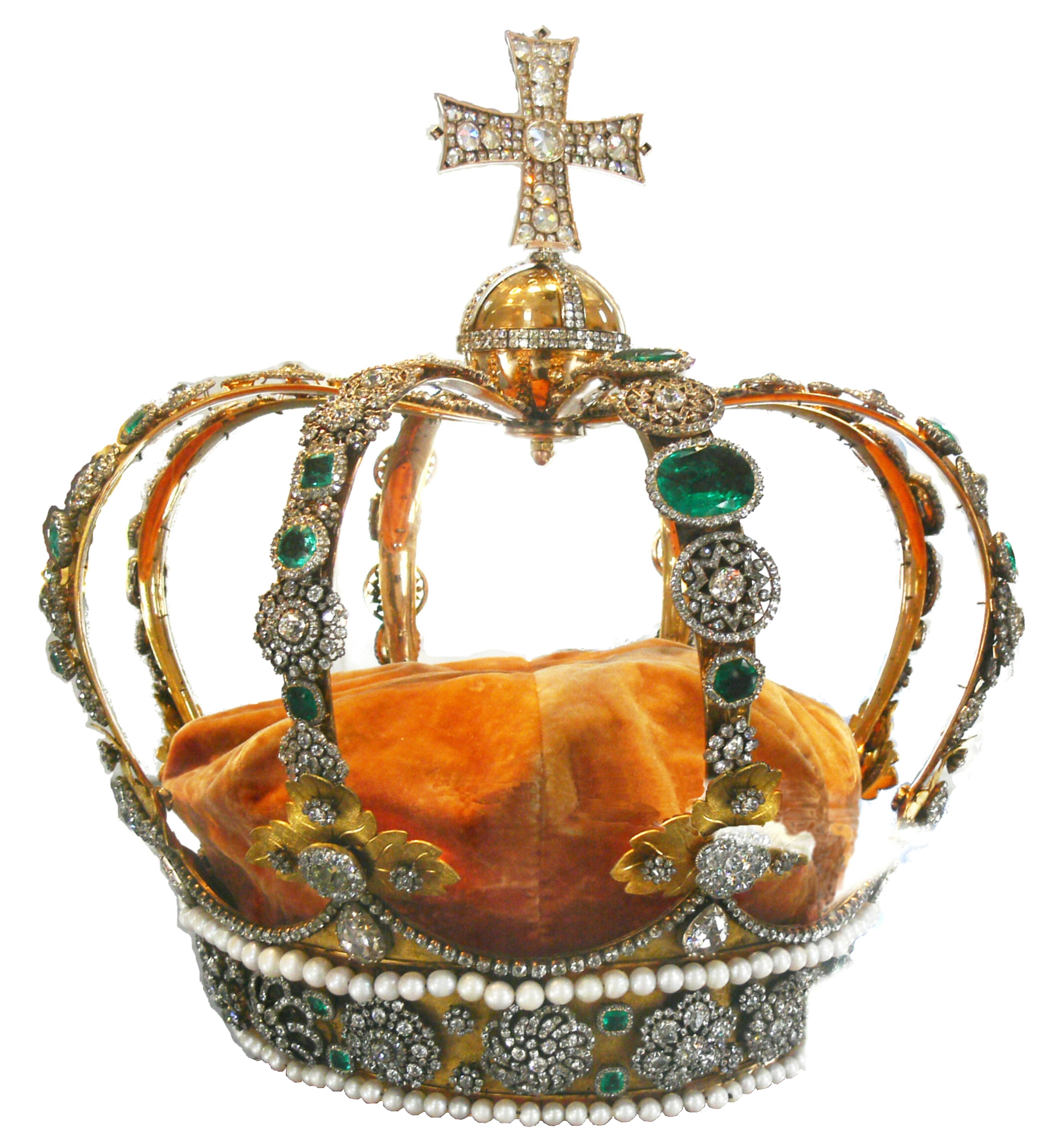
Die Württembergische Königskrone

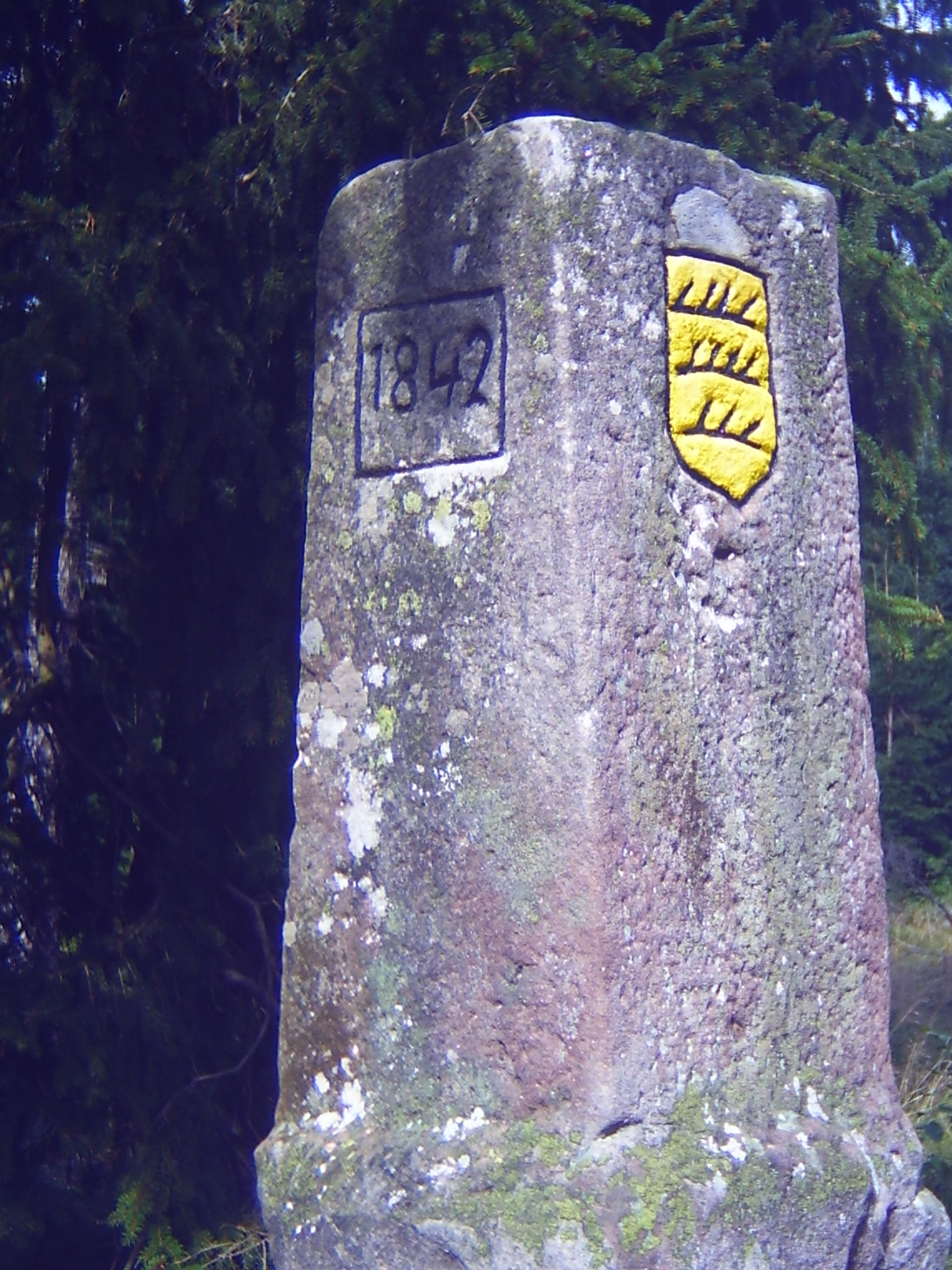
Württembergischer Grenzstein auf dem Fohrenbühl bei Lauterbach (Schwarzwald)

Mit Wirkung vom 1. Januar 1806 wurde Württemberg zum Königreich erhoben und im Juli 1806 Mitglied des Rheinbunds. Der erste König Friedrich verbündete sich ab 1805 mit Napoleon. Seine Bündnistreue sicherte ihm weitgehende Handlungsfreiheit in der Innenpolitik, deren Ziel die konsequente Modernisierung des Staates und die Abschaffung der Privilegien der Ehrbarkeit in Altwürttemberg sowie der Adligen in den hinzugewonnenen Gebieten war. Württemberg beteiligte sich 1812/13 am Krieg gegen Russland, aus dem von 15.800 württembergischen Soldaten nur einige Hundert zurückkehrten. Nach der Völkerschlacht bei Leipzig wechselte Württemberg ins Lager der Alliierten über. Die Gebietszuwächse des Landes wurden durch den Wiener Kongress 1815 völkerrechtlich bestätigt und das Königreich Mitglied des Deutschen Bundes.
Mit dem Amtsantritt von Friedrichs Sohn Wilhelm I. am 30. Oktober 1816 kam es zu einem Politikwechsel. Wilhelm erließ eine Amnestie, senkte die Steuern und setzte 1819 eine umfassende Verwaltungsreform auf der Basis einer neuen modernen Verfassung durch. Gemeinsam mit seiner Frau Königin Katharina, einer Tochter des russischen Zaren Paul I. war die Politik der ersten Jahre stark auf die Linderung der wirtschaftlichen Not breiter Bevölkerungskreise ausgerichtet. Katharina, die am 9. Januar 1819 im Alter von nur 30 Jahren starb, widmete sich mit großem Engagement der Sozialfürsorge. So gehen die Gründung des Katharinenstifts als Mädchenschule, des Katharinenhospitals, der Württembergischen Landessparkasse, der Universität Hohenheim und weiterer Institutionen auf sie zurück. Auf Basis der Verfassung von 1819 und der kommunalen Selbstverwaltung bildete sich ein bürgerlicher Liberalismus in Württemberg heraus. Außenpolitisch verfolgte Wilhelm das Ziel, die staatlichen Strukturen in Deutschland weiter zu bereinigen und auf sechs Staaten zu begrenzen. Mittel zu diesem nie erreichten Ziel war eine starke Verbindung mit Russland. Thronfolger Karl heiratete folgerichtig am 13. Juli 1846 die Zarentochter Olga.
Karl, der die Regierung 1864 antrat, war allerdings ein Verfechter der Bildung eines deutschen Nationalstaats, der 1871 mit der Gründung des Kaiserreichs verwirklicht wurde. Württemberg sicherte sich allerdings (bis 1920) als sogenannte Reservatrechte die Besteuerung von Bier- und Branntwein nach Landesrecht sowie die Verwaltung des Eisenbahn-, Post-, Telegraphen- und Militärwesens durch das Land. Der politische Machtverlust des Landes und des Herrscherhauses, der mit der Reichsgründung einherging, wurde durch eine starke Besinnung auf die württembergische Identität kompensiert. Württemberg war als Folge davon bereits in der Monarchie demokratischer organisiert als Preußen und andere deutsche Bundesstaaten. Der letzte württembergische König Wilhelm II. war deshalb auch noch nach seiner Abdankung am 9. November 1918 in der Bevölkerung sehr angesehen.

### Volksstaat Württemberg von 1918 bis 1933
Nach dem Ersten Weltkrieg und nach dem Amtsverzicht von König Wilhelm II. wurde am 9. November 1918 der Volksstaat Württemberg ausgerufen. Chef der provisorischen Regierung war der Sozialdemokrat Wilhelm Blos. Die neue Verfassung wurde am 26. April 1919 verabschiedet, aus den ersten Wahlen gingen das Zentrum, die SPD, die DDP (die in Württemberg in der Tradition der ehemaligen Volkspartei stand) und bürgerliche Regionalparteien als stärkste Fraktionen hervor. Bis zur Machtübernahme der Nationalsozialisten 1933 wurde das Land von bürgerlichen Koalitionen regiert. Die SPD blieb in der Opposition; Oppositionsführer ab 1924 war Kurt Schumacher. Bei allen Reichstagswahlen blieb das Ergebnis der NSDAP deutlich hinter dem Gesamtergebnis im Reich zurück.

### Württemberg unter der Diktatur des Nationalsozialismus 1933–1945
Nach der Machtübernahme der Nationalsozialisten am 30. Januar 1933 setzte die Reichsregierung am 8. März Dietrich von Jagow als Reichskommissar für die württembergische Polizei ein. Daraufhin wurden viele Oppositionelle festgenommen und ins Konzentrationslager Heuberg gebracht. Am 15. März wurde der Gauleiter der NSDAP Wilhelm Murr zum Staatspräsidenten gewählt. Das Ermächtigungsgesetz vom 24. März und das Gleichschaltungsgesetz vom 31. März führten zur faktischen Bedeutungslosigkeit der Länder. Württemberg war mit den Hohenzollerischen Landen in einem „NSDAP-Gau Württemberg-Hohenzollern“ zusammengefasst. Die geplante Umwandlung in einen „Reichsgau“ ist jedoch nie erfolgt.
Wie im übrigen Reich kam es zur Verfolgung und Vernichtung von Juden, zur Ausschaltung der Opposition, zur Gleichschaltung der Verwaltung und zur Emigration. Widerstandskämpfer aus Württemberg waren zum Beispiel Georg Elser, die Geschwister Hans und Sophie Scholl, die Brüder Berthold und Claus Schenk Graf von Stauffenberg, Fritz Elsas, Lilo Herrmann, der frühere Staatspräsident Eugen Bolz sowie Hermann Medinger.
Im Luftkrieg im Zweiten Weltkrieg ab 1944 litten auch die württembergischen Dörfer und Städte unter den verstärkten Bombardierungen. Bedeutende Stadtzentren wurden ganz oder teilweise zerstört und verloren dadurch ihr über Jahrhunderte gewachsenes Bauerbe. Unter den größeren Städten waren insbesondere die Luftangriffe auf Stuttgart, Heilbronn, Ulm und Friedrichshafen besonders folgenreich, und nur wenige (wie Tübingen) blieben davon überwiegend verschont.

### Württemberg in der Nachkriegszeit von 1945 bis 1952
Nach 1945 wurden die beiden Länder Baden und Württemberg zwischen der amerikanischen Besatzungszone im Norden und der französischen im Süden aufgeteilt. Württemberg teilte sich fortan in Württemberg-Baden im Norden und Württemberg-Hohenzollern im Süden auf. 1949 wurden diese neuen Länder zwei Bundesländer der jungen Bundesrepublik Deutschland und gingen 1952 zusammen mit (Süd-)Baden im neuen Bundesland Baden-Württemberg auf.